# Zouérate
Zouérate este un oraș în Mauritania. Este reședința regiunii Tiris Zemmour.